# 시모마루코역
시모마루코역(일본어: 下丸子駅, しもまるこえき)은 일본 도쿄도 오타구에 있는 도쿄 급행 전철의 역이다. 역 번호는 TM04이다.

## 역 구조
상대식 승강장 2면 2선의 지상역이다.
다마가와, 가마타 방향 승강장에 각각 개찰구가 있다. 과거는 구내 건널목이 존재하여 개찰 내에서 두 승강장의 왕래가 가능했으나 철거된 이후로는 개찰구를 들어가지 않으면 두 승강장의 왕래는 불가능하다.
역무실은 다마가와 방면 승강장에 위치하고, 화장실은 가마타 역 승강장에 있다. 자동 개찰기와 자동 정산기가 설치되어 있다.
본 역 이남으로는 본선에서 사업용 차량 유치선이 분기하고 있다.

### 타는 곳
| 1 | 도큐 다마가와 선 | 가마타 방면   |
| 2 | 도큐 다마가와 선 | 다마가와 방면 |

## 역 주변
- 캐논 본사
- 오타 구민 플라자
- 오타 구청 우노키 특별 출장소
- 야구치 소방서 시모마루코 출장소
- 오타 시모 마루코 우체국
- 메카타 병원
- 오타 구립 야구치니시 초등학교
- 가스바시(다마강)
- 고묘지
- 파크 하우스 다마가와
- 세이유 시모마루코점
- 올림픽 시모마루코점
- 다마가와 가스바시 녹지
- 시모마루코 공원

## 역사
- 1924년 5월 2일: 영업 개시.
- 1998년 10월: 역무원의 배치역이됨(가마타 역에서 원격 조작).
- 2000년 8월 6일: 메카마 선이 도큐 다마가와 선과 메구로 선으로 분할되어 다마가와 선의 역이 됨.
- 2010년 9월 30일: 역 매점 toks가 폐점.

## 역명의 유래
역 소재지가 마루코미소의 일부(하부 지역) 지역과 개통 당시의 소재지가 에바라 군 야구치무라 대학의 시모마루코에서 유래한 것이다.

## 인접역
| 도쿄 급행 전철 도큐 다마가와 선 | 도쿄 급행 전철 도큐 다마가와 선 | 도쿄 급행 전철 도큐 다마가와 선 |
| ------------------------------- | ------------------------------- | ------------------------------- |
| TM03 우노키 다마가와 방면       |                                 | 무사시닛타 TM05 가마타 방면     |